# Tornatellinops pressus
Tornatellinops pressus är en snäckart som beskrevs av Tom Iredale 1940. Tornatellinops pressus ingår i släktet Tornatellinops och familjen Achatinellidae. Inga underarter finns listade i Catalogue of Life.